# Comuna de Słupca
Słupca (polaco: Gmina Słupca) é uma gminy (comuna) na Polónia, na voivodia de Grande Polónia e no condado de Słupecki. A sede do condado é a cidade de Słupca.
De acordo com os censos de 2004, a comuna tem 8885 habitantes, com uma densidade 61,3 hab/km².

## Área
Estende-se por uma área de 144,93 km², incluindo:
- área agrícola: 92%
- área florestal: 4%

## Demografia
Dados de 30 de Junho 2004:
|                      | Total   | Total | Mulheres | Mulheres | Homens  | Homens |
| -------------------- | ------- | ----- | -------- | -------- | ------- | ------ |
|                      | pessoas | %     | pessoas  | %        | pessoas | %      |
| População            | 8885    | 100   | 4474     | 50,4     | 4411    | 49,6   |
| Densidade (pop./km²) | 61,3    | 100   | 30,9     | 30,9     | 30,4    | 30,4   |

De acordo com dados de 2002, o rendimento médio per capita ascendia a 1245,25 zł.

## Subdivisões
- Cienin Kościelny, Cienin-Kolonia, Cienin Zaborny, Drążna, Gółkowo, Kamień, Kąty, Kochowo, Korwin, Koszuty, Koszuty-Parcele, Kotunia, Kowalewo-Góry, Kowalewo-Opactwo, Kowalewo-Sołectwo, Marcewek, Marcewo, Młodojewo, Młodojewo-Parcele, Niezgoda, Nowa Wieś, Pępocin, Piotrowice, Pokoje, Poniatówek, Rozalin, Wierzbno, Wierzbocice, Wilczna, Wola Koszucka-Parcele.

## Comunas vizinhas
- Golina, Kazimierz Biskupi, Lądek, Ostrowite, Powidz, Słupca, Strzałkowo